# Vincenzellus elongatus
Vincenzellus elongatus là một loài bọ cánh cứng trong họ Salpingidae. Loài này được Mannerheim miêu tả khoa học năm 1852.